# Domaine de Marc Seguin
Le domaine de Marc Seguin, appelé Varagnes, est un ensemble de bâtiments situés à Annonay, dans le département de l'Ardèche en France.

## Description
Il est de coutume de penser que "Varagnes" vient du terme "varagner", qui signifierait glaner. Il désignerait l'endroit où l'on pouvait ramasser ce qui n'avait pas été récolté par les exploitants. En fait il existe beaucoup de lieux portant ce nom dans le Sud de la France (voir en particulier le site Gallica de la BNF) qui ont des significations diverses.
Il s'agit de la demeure des Chomel de Varagnes qui y ont habité du XIe au XVIIIe siècle. En 1858, Marc Seguin achète Varagnes d'en Haut à Mathieu Duret, son beau-père (maire d'Annonay). Marc Seguin a déjà presque 75 ans et veut revenir à Annonay, sa ville natale. Il a passé près de trente années à l'abbaye de Fontenay et s'accommode de plus en plus mal de l'humidité bourguignonne. Il veut en outre poursuivre des études d'astronomie et recherche un terrain très dégagé d'est en ouest et à distance raisonnable du centre de la ville.
Il va alors transformer les restes d'une maison forte pour y poursuivre des activités scientifiques et culturelles lors de sa retraite et ce faisant, en faire un lieu de réflexion et de création. Il s'agit non seulement de faire des travaux de terrassement et de construire une serre à double paroi qui est la copie de celle de Fontenay (détruite depuis), mais aussi de créer un observatoire, des ateliers de mécanique et de chimie, une bibliothèque, un atelier de peinture, une chapelle, une forge, une menuiserie, un lavoir, un séchoir révolutionnaire etc.

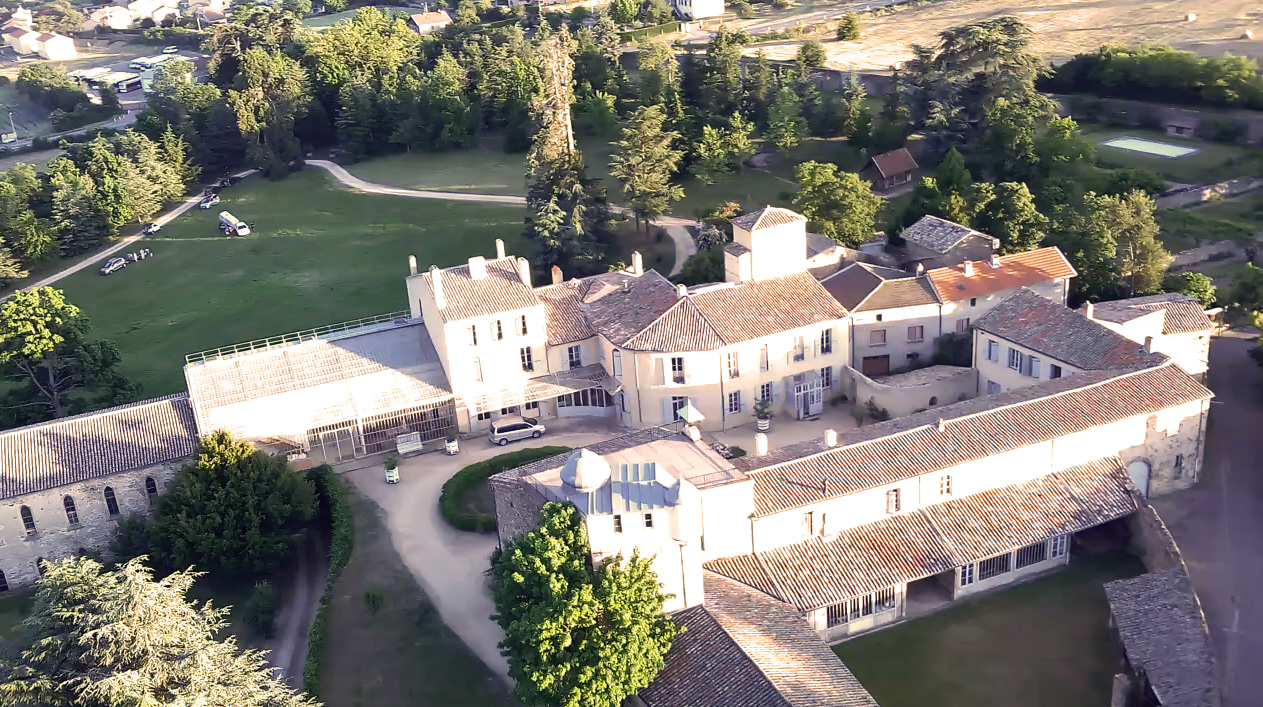
Varagnes, vue du domaine montrant la chapelle, la serre, l'observatoire et les ateliers conçus par Marc Seguin.

Marie Hélène Reynaud dans son livre sur Marc Seguin décrit Varagnes : « Le Parc, fort bien dessiné, cache [Varagnes] aux regards indiscrets et donne la quiétude nécessaire au chercheur. De la cour, fermée sur trois côtés, on voit les Alpes par temps clair. Des escaliers facilitent le cheminement des maîtres, mais aussi des jardiniers qui préparent les fleurs dans les serres. Les visiteurs découvrent avec étonnement le fameux bain de mer: on se baigne dans l'eau salée à laquelle des palettes tournantes donnent un mouvement de vagues. Les orangers alignés sur la terrasse gagnent l'immense jardin d'hiver. Quant à la chapelle, Marc Seguin a prévu grand, trois cents personnes peuvent assister à la messe célébrée par un aumônier. Lors des frimas, les invités ne sont pas obligés de sortir. Seguin a pensé à tout ; par l'intermédiaire des tribunes, la chapelle communique avec le jardin d'hiver ».
Marc Seguin n'a pas voulu construire un château : « J'ai construit Varagnes pour vingt ans, le temps de mourir ici. J'espère qu'aussitôt, vous jetterez ces murs de mauvais mortier pour avoir la joie de reconstruire ». Les murs n'ont pas été abattus même si Varagnes a parfois souffert d'un manque de soins après la mort d'Augustin (fils de Marc), jusqu'en 1992 où Valérie Seguin Lefèvre, une descendante de Marc et d'Augustin Seguin, et son époux ont entrepris de restaurer cette demeure.

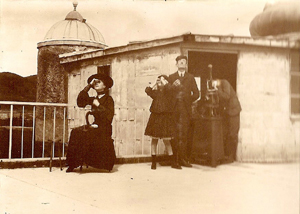
Séance d'observation.

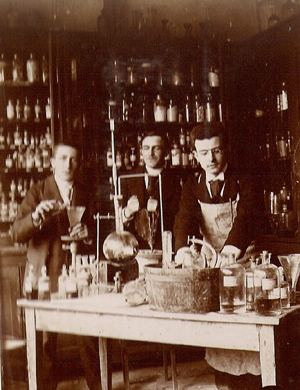
Expériences en cours dans l'atelier de chimie.

## Localisation
Varagnes est située sur la commune d'Annonay, dans le département français de l'Ardèche.

## Historique
Varagnes est liée de 1044 à 1791 à la famille Chomel de Varagnes.
Les propriétaires en ont été successivement :
- François-Martin del Chalmelh (vers 1?44)(d'où Chomel)
- Martin del Chalmelh de Varanhas (vers 1299)(d'où Varagnes)
- Jehan I Chalmelh de Varanhas (vers 1337)
- Mathieu Chalmelh de Varanhas (vers 1370)
- Jehan II Chalmelh de Varanhas (vers 1408)
- Jehan III Chalmelh de Varanhas (vers 1449)
- Jehan IV et Barthélemy I Chalmehl de Varanhas (vers 1464)
- Etienne (1532) et Vital Chomel de Varagnes (1474-1501)
- Mondon Chomel de Varagnes (vers 1532)
- Honnête homme Jehan V Chomel, sieur de Varagnes (?-?)
- Honneste homme André I Chomel de Varagnes (1545 1586)
- Honorable Jean VI Chomel, sieur de Varagnes(1574-1654)
- Honnête André II Chomel, sieur de Varagnes (1605-1687)
- François Chomel de Varagnes (1629-1714)
- André III Chomel, sieur de Varagnes (1667-1748)
- Jean VII Chomel, sieur de Varagnes (?-1774)
- André IV Chomel, sieur de Varagnes (1712-1810)
- Me Jean François-Regis Chomel (1754-?)

Varagnes est cédée à Pierre Peyron le 27 novembre 1791 pour 17 000 livres. C'est probablement à cette époque que Varagnes est divisée entre Varagnes le Haut et Varagnes le Bas. Le Bas sera cédée à Alphonse de Montgolfier qui y meurt en 1897. Joseph de Montgolfier en deviendra alors propriétaire et ses héritiers y demeurent encore aujourd'hui. Varagnes le Haut passera aux Duret, belle famille de Marc Seguin, qui l'achète à Mathieu Duret en 1858. Les Peyron et les Duret sont apparentés aux Chomel et aux Seguin, ce qui permettra à Marc Seguin d'affirmer que Varagnes n'est jamais sortie de la famille.
Les Montgolfier et les Seguin ont pour habitude d'appeler la partie de Varagnes qui leur appartient "Varagnes" sans distinguer entre "le Bas" et "le Haut". Cet article perpétue la tradition, mais aux fins d'éviter toute ambigüité, précisons que la demeure de Marc Seguin est Varagnes d'en Haut.
Il convient de noter que :
- selon Philippe Chomel de Jarnieu[6], l'une au moins des terres de la colline de Varagnes était la propriété d'un Jacquamont de Varagnes, père d'une Agathe (Jehan I Chalmelh de Varanhas épousera une Agathe de Varagnes). "De plus, près de Varagnes se trouve un terrain appelé Gardouche ou Gardache. La Chenaye-Desbois cite une famille de Varagnes de Gardouche fixée très tôt en Bas Languedoc." Il existe en effet un Varagnes et une famille portant ce nom dans le Languedoc sans que l'on puisse établir un lien entre les deux lieux et entre ces familles;
- une enquête fiscale de 1464 décrit la propriété de Jehan IV et Barthélemy I comme recouvrant "environ 35 hectares des sommets de la hauteur (bruyères et bois) aux prés irrigués par la Déome. Le cheptel est nombreux : 90 ovins et plusieurs dizaines de bovins"[7]... Les autres (petits) propriétaires de terrains sur la colline sont les Falcon, Choula et Veyrin[8]. ;
- Varagnes est un fief protestant au XVIe siècle (de Mondon à Jean VI qui semble se convertir au catholicisme vers la fin de ce siècle). Les guerres de religion vont dévaster Annonay et ses environs. Mais ce n'est pas tout : la peste s'étend jusqu'à Annonay en 1586 et "les villages voisins d'Annonai qui se ressentent le plus de la peste, et où elle enlèvera presque tous les habitants, furent ceux de... Varagnes, les Seux..."[9] ;
- quand Jehan V partage Varagnes avec son cousin Étienne (ils sont "pariés"), il lui revient "une certaine quantité de chambres, cellier, cour, pigeonnier, caves et autres membres (sic), le fort, dont il reste encore le quart d'une tour ronde du côté du soleil levant"[10], ce qui correspond fort bien à la maison centrale de Varagnes d'en Haut d'aujourd'hui, y compris pour le quart de tour ;
- selon Philippe Chomel de Jarnieu[11] "vers 1700, habitent à Varagnes : François Chomel de Varagnes, ses deux frères Ignace et Mathieu, ainsi que Marie Géry, veuve d'André II, Louis Barjon, avocat, les de Serres, M de Vogue, chev. de Malte et capitaine de milice, M de la Rochette, capitaine de milice, M de Malleval, lieutenant de milice".

De 1858 à 1904, date du décès de d'Augustin Seguin, Varagnes connait une activité exceptionnelle. Marc y passera une retraite très active. Il y écrit un "Cours élémentaire de sciences physiques et mathématiques", publie de nombreux ouvrages et se passionne pour l'astronomie. Il continue à participer à l'activité scientifique en publiant "Le Cosmos" une revue qui lui permet de faire connaitre son avis sur les aspects de la science qui l'intéressent. Il sauve les papeteries Canson de la déconfiture, crée un établissement de convalescence (Saint Joseph) en face de Varagnes, finance la construction de logements sociaux et bien d'autres choses jusqu'au 1er mars 1875 où il meurt à Varagnes à 89 ans.
Ce n'est pas la fin de Varagnes. Augustin Seguin a participé activement à la construction de la nouvelle demeure et a influencé son architecture. Il est ingénieur et entrepreneur (il dirige les Chantiers de la Buire à Lyon qui produisent essentiellement du matériel ferroviaire mais aussi des véhicules automobiles commercialisés sous la marque "La Buire") et aussi peintre et sculpteur. Son goût et son charme - et probablement ceux de sa première épouse Félicie Mangini - vont influencer Varagnes. Il animera non seulement l'atelier de peinture où subsistent beaucoup de ses œuvres mais également les salles adjacentes où furent pratiquées de nombreuses expériences sur l'électricité et la photographie. Augustin était lyonnais et ami des frères Lumière qui se rendront souvent à Varagnes. On murmure qu'ils y ont fait des expériences sur le cinéma parlant, mais il n'en existe aucune preuve tangible.
La mort d'Augustin ne semble pas altérer l'activité qui règne à Varagnes même si la troisième épouse d'Augustin, Pauline Consiglieri (qui y mourra en 1945) a des difficultés pour entretenir une maison dont la nue-propriété appartient désormais à Louis, fils du premier lit, puis à son fils Amédée Seguin. Les neuf enfants d'Augustin y passent la plupart de leurs vacances et Varagnes marquera à jamais cette génération et celle qui la suit. Parmi eux Louis, Laurent et Augustin ("Tintin l'Aviateur") hériteront du génie de l'ingénierie de leurs ancêtres. Louis et Laurent créent Gnome et Rhône (aujourd'hui Safran) et inventent le moteur HP 50 qui révolutionne l'aviation en lui permettant d'effectuer des vols fiables de longue durée. Augustin détiendra le record du monde de distance et rejoindra Laurent après la cession de Gnôme et Rhône en 1925. Ses liens avec Henri Fabre (inventeur de l'hydravion) valent à Varagnes d'abriter dans sa chapelle un magnifique planeur construit en 1909. Les dons d'artiste d'Augustin ne sont pas perdus pour autant. Sa fille Rose fut une peintre accomplie et influença le mouvement du Pigeonnier, animé par son mari Marcel Bechetoille. L'un des fils d'Amédée Seguin, Marc, sera lui-même peintre. Enfin Joseph, poète, a contribué à introduire le Haï Kaï en France au début du XXe siècle.
L'un des gendres d'Augustin Seguin, William de Warren, meurt très tôt pendant la Première Guerre mondiale. Pauline Seguin sera directrice d'une "ambulance" d'Annonay et accueillera à ce titre de nombreux soldats blessés qui passeront beaucoup de leurs loisirs à Varagnes.  Beaucoup de  témoignages de cette période, y compris une très nombreuse correspondance de soldats remerciant Pauline de ses soins et de sa gentillesse, existent encore.
Varagnes est désormais la propriété de Valérie Seguin Lefèvre, arrière-petite-fille de Louis, qui a entrepris sa restauration aux côtés de son mari depuis 1992.
Varagnes  est inscrite au titre des monuments historiques en 1992 et peut être visitée en partie chaque année, lors de journées du Patrimoine en septembre. Le conseil général de l'Ardèche et la direction des affaires culturelles de la région Rhône-Alpes ont participé à la rénovation de la serre, de l’observatoire, des toitures et des façades. En 2015, le système hydraulique est lui aussi inscrit monument historique.
L'association des Amis de la Fondation Seguin (AAFS), reconnue d'intérêt général a été créée en 2014 (voir JO Associations du 13 décembre 2014. L'association se donne pour but d'inciter à la créativité en organisant des activités pour tous les publics: expositions, spectacles, résidences arts-sciences accompagnées de médiations pour le public, visites, médiations interactives et ateliers de créativité, etc. 